# 香港2012年6月
- 6月2日：天水圍天悅邨悅泰樓倫常命案。
- 6月3日：屯門一輛59M九巴衝向龍門路巴士站行人等候區，一名婦人被捲入車底，後傷重死亡，另外五名途人受傷。
- 6月4日：支聯會聲稱有18萬人參與維園六四燭光晚會。
- 6月6日：立法會調查雷曼迷債事件小組委員會發表報告，譴責金管局前總裁任志剛；但報告未獲全數委員會成員簽署。[1]
- 6月10日：香港約25,000人遊行到中聯辦外，為李旺陽身亡一事抗議。[2]
- 6月21日：明報揭發行政長官梁振英位於山頂裕熙園的大宅有僭建，引發梁振英大宅僭建風波。[3]
- 6月21日：曾蔭權政府向立法會提出的優先審議「五司十四局」政府架構重組議案，以一票之差遭立法會否決。[4]
- 6月28日：長者及合資格殘疾人士公共交通票價優惠計劃第一階段實施，涵蓋港鐵本地服務，包括輕鐵及港鐵巴士。
- 6月29日：最後一屆開放予日校考生的香港高級程度會考放榜。
- 6月30日：中華人民共和國主席胡錦濤訪港，蘋果日報記者向胡錦濤發問有關「平反六四」問題時，遭警方強行帶走扣查。[5]
- 6月30日：熱帶風暴杜蘇芮掠過香港西南海域，香港天文台一度發出八號烈風或暴風信號。